# Рицци, Джулия
Джулия Рицци (итал. Giulia Rizzi; род. 20 июня 1989, Удине) — итальянская фехтовальщица на шпагах, олимпийская чемпионка 2024 года в командных соревнованиях.
В финале олимпийского турнира 2024 года команда Италии в составе Альберты Сантуччо, Росселлы Фьяминго,Мары Наваррия и Джулии Рицци победила хозяек соревнований, сборную Франции, со счетом 30:29 и завоевала золотые олимпийские медали.